# 天主教馬薩比特教區
天主教馬薩比特教區（拉丁語：Dioecesis Marsabitensis）是肯亞一個羅馬天主教教區，屬涅里總教區。
教區成立於1964年11月25日，位於馬薩比特縣。2004年有22,100名教友（佔轄區總人口11.0%）、十個堂區、廿二名司鐸。現任教區主教為伯多祿·基哈拉·卡里烏基。